# Икеда (Хоккайдо)

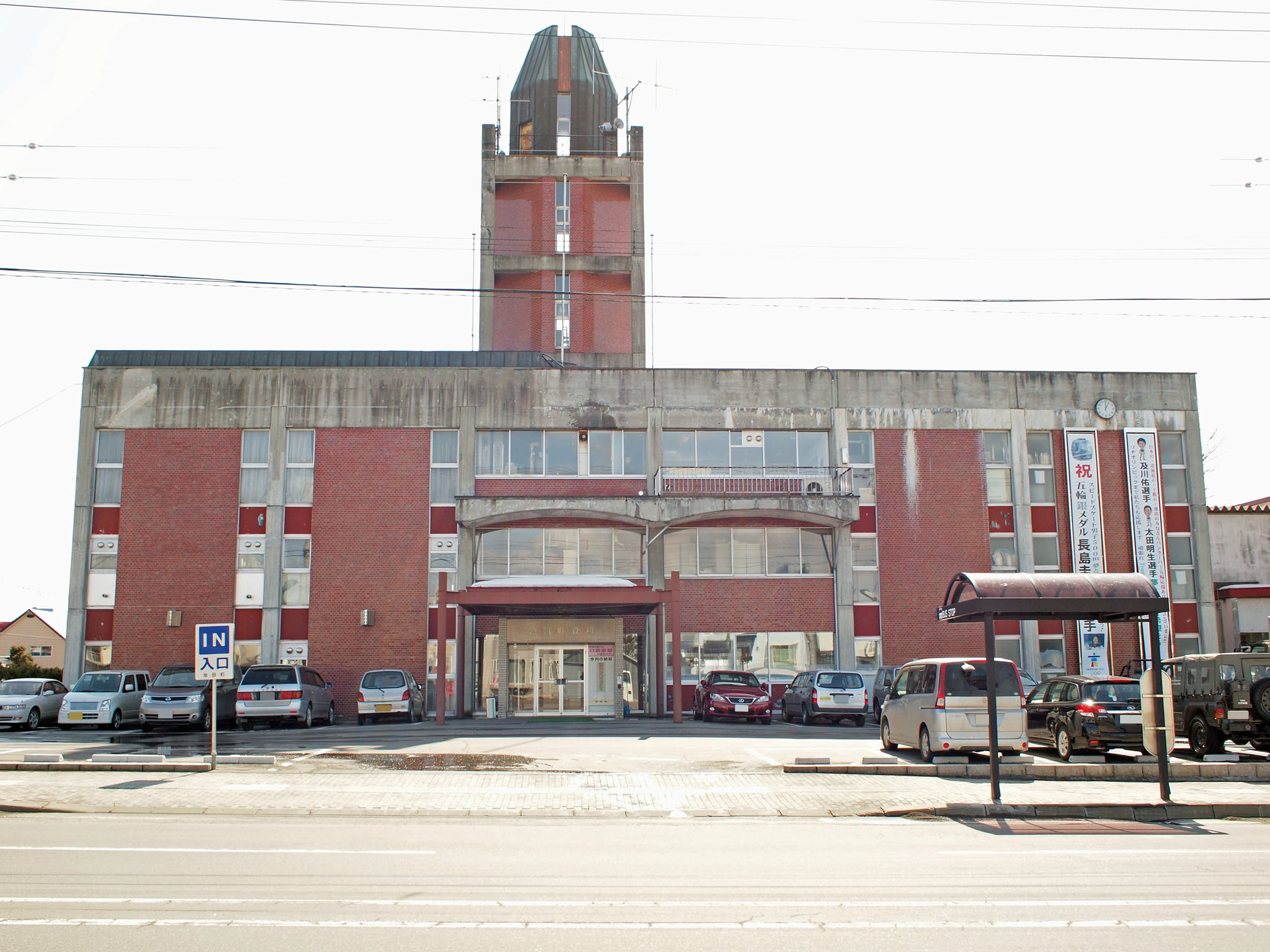
Мэрия посёлка Икеда

Икеда (яп. 池田町 Икэда-тё:) — посёлок в Японии, находящийся в уезде Накагава округа Токати губернаторства Хоккайдо. Площадь посёлка составляет 371,91 км², население — 7284 человека (30 июня 2014), плотность населения — 19,59 чел./км².

## Географическое положение
Посёлок расположен на острове Хоккайдо в губернаторстве Хоккайдо. С ним граничат посёлки Макубецу, Тоёкоро, Урахоро, Хомбецу, Сихоро, Отофуке.

## Население
Население посёлка составляет 7284 человека (30 июня 2014), а плотность — 19,59 чел./км². Изменение численности населения с 1980 по 2005 годы:
| 1980 | 11 902 чел. |  |
| 1985 | 11 255 чел. |  |
| 1990 | 9809 чел.   |  |
| 1995 | 9093 чел.   |  |
| 2000 | 8710 чел.   |  |
| 2005 | 8193 чел.   |  |

## Символика
Деревом посёлка считается сакура, цветком — рододендрон.